# Фоминська Дача
Фоминська Дача (рос. Фоминская Дача) — присілок в Мещовському районі Калузької області Російської Федерації.
Населення становить 5 осіб. Входить до складу муніципального утворення Село Гаврики.

## Історія
Від 2004 року входить до складу муніципального утворення Село Гаврики.

## Населення
| 2002 | 2010 |
| ---- | ---- |
| 6    | ↘5   |